# Grundschule Alt-Böckingen
Die Grundschule Alt-Böckingen (bis zum Schuljahreswechsel 2013/14 Reinöhlschule Grundschule Böckingen, früher Weststraßenschule und Hindenburgschule)  ist nach mehreren Strukturveränderungen seit 1968 eine reine Grundschule im Heilbronner Stadtteil Böckingen. Das 1899/1900 erbaute und 1906 erweiterte Gebäude steht unter Denkmalschutz.

## Geschichte
Im späten 19. Jahrhundert erlebte Böckingen ein starkes Bevölkerungswachstum, da viele Auswärtige zuzogen, um im nahen Heilbronn Arbeit zu finden. Dementsprechend stiegen auch die Schülerzahlen stark an und die 1878 erbaute Friedenstraßenschule reichte bald nicht mehr aus. In den Jahren 1899/1900 wurde unter Schultheiß Karl Rein an der damaligen Weststraße, der heutigen Ludwigsburger Straße, die sogenannte Weststraßenschule als das zweite Schulgebäude Böckingens nach Plänen des Oberamtsbaumeisters Ecker und des Baumeisters August Mogler erbaut. Der Schulbau kostete 115.000 Reichsmark (heute etwa 970.000 Euro). Das Schulgebäude verfügte damals über zwölf Klassenzimmer. Bereits 1906 war eine Erweiterung der Schule um weitere sechs Klassenzimmer nötig.

Bau der Schule 1899
Die Böckinger Weststraßenschule 1906

Die Weststraßenschule war zunächst überwiegend eine Knabenschule, da die meisten Mädchenklassen vorerst in der Friedenstraßenschule verblieben. Rektor an der Weststraßenschule war auch der spätere Böckinger Ehrenbürger Eduard Bader von 1915 bis 1924.
Die Schule hieß in den Jahren 1933 bis 1945 Hindenburgschule, nach 1945 nannte man die Schule wieder Weststraßenschule. 1952 wurde die Schule nach Friedrich Reinöhl (1870–1957) benannt, der von 1912 bis 1919 Direktor des ehemaligen Heilbronner Lehrerseminars und später Präsident der Ministerialabteilung für das Volksschulwesen in Württemberg war. Am 15. September 1956 wurde die neue Turnhalle der Reinöhlschule eingeweiht. 1960 wurde die Schule für rund 490.000 DM (etwa 1.370.000 Euro) umgebaut. 1963 war die Schule stark überlastet, so dass zahlreiche Schüler aus Böckingen-Süd die im nördlichen Böckingen gelegene Grünewaldschule besuchen mussten, die in Folge auch überlastet war. Als Abhilfe wurde 1964 der Bau der Fritz-Ulrich-Schule im Längelter beschlossen. 1968 wurde die Reinöhlschule in eine Grundschule umgewandelt. 1982 betrug der Ausländeranteil an der Schule 53 %.
Nach einem Beschluss des Heilbronner Stadtrats im November 2012 wurde die Schule ab dem Schuljahr 2013/2014 in Grundschule Alt-Böckingen umbenannt. Grund hierfür war, dass der bisherige Namensgeber der Schule, Friedrich Reinöhl, Befürworter der Rassehygiene war und deshalb nicht länger als Vorbildsperson, nach der man eine Schule benennen sollte, anerkannt werden konnte.

## Rektoren der Schule ab 1915
| Rektoren der Schule |                                                       |  |
| Jahr                | Rektor                                                |  |
|                     |                                                       |  |
| 1915–1924:          | Eduard Bader                                          |  |
| 1924–1944:          | Jacob Collmer                                         |  |
| 1945–1946:          | Oberlehrer Otto Bosch war kommissarischer Schulleiter |  |
| 1946–1950:          | Hermann Stoll                                         |  |
| 1951–1958:          | Karl Krafft                                           |  |
| 1958–1961:          | Gustav Holzwarth                                      |  |
| 1961–1963:          | Otto Kraft                                            |  |
| 1963–1968:          | Ernst Liebendörfer                                    |  |
| 1968–1984:          | Gerhard Schweikert                                    |  |
| 1984–2004:          | Ulrich Häcker                                         |  |
| 2005–2010:          | Eberhard Schulze                                      |  |
| 2010–2018:          | Ursula Khilla                                         |  |
| 2018–2023           | Susanne Rennstich                                     |  |
| seit 2023           | Meike Katzinger                                       |  |

## Besondere Angebote
Unterstützt durch die ansässigen Vereine Rotary-Club und Lions-Club wird seit einigen Jahren eine Sprachförderung für Eltern der künftigen Schulanfänger durchgeführt. Wöchentlich finden Unterrichtsstunden für Eltern von Schulkindern mit Migrationshintergrund statt.